# Раузвілл (Пенсільванія)
Раузвілл (англ. Rouseville) — місто (англ. borough) в США, в окрузі Венанго штату Пенсільванія. Населення — 457 осіб (2020).

## Географія
Раузвілл розташований за координатами 41°28′7″ пн. ш. 79°40′52″ зх. д. / 41.46861° пн. ш. 79.68111° зх. д. (41.468510, -79.681185).  За даними Бюро перепису населення США в 2010 році місто мало площу 2,35 км², з яких 2,31 км² — суходіл та 0,03 км² — водойми.

## Демографія
Згідно з переписом 2010 року, у селищі мешкали 523 особи в 203 домогосподарствах у складі 143 родин. Густота населення становила 223 особи/км².  Було 230 помешкань (98/км²).
Расовий склад населення:
| - 99,6 % — білих |

До двох чи більше рас належало 0,2 %. Частка іспаномовних становила 0,6 % від усіх жителів.
За віковим діапазоном населення розподілялося таким чином: 23,7 % — особи молодші 18 років, 58,5 % — особи у віці 18—64 років, 17,8 % — особи у віці 65 років та старші. Медіана віку мешканця становила 39,6 року. На 100 осіб жіночої статі у селищі припадало 101,2 чоловіків;  на 100 жінок у віці від 18 років та старших — 97,5 чоловіків також старших 18 років.
Середній дохід на одне домашнє господарство  становив 44 862 долари США (медіана — 40 208), а середній дохід на одну сім'ю — 50 295 доларів (медіана — 48 125). За межею бідності перебувало 19,7 % осіб, у тому числі 24,6 % дітей у віці до 18 років та 11,6 % осіб у віці 65 років та старших.
Цивільне працевлаштоване населення становило 203 особи. Основні галузі зайнятості: виробництво — 23,2 %, роздрібна торгівля — 20,2 %, освіта, охорона здоров'я та соціальна допомога — 19,7 %.